# کوواکی کوشچیلنه
کوواکی کوشچیلنه (به لهستانی:  Kołaki Kościelne) یک روستا در لهستان است که در گمینا کوواکی کوشچیلنه واقع شده‌است.